# Углова вузькоколійна залізниця
Углова́ ву́зькоколі́йна залізни́ця (рос. Угловая узкоколейная железная дорога) — вузькоколійна залізниця, що функціонувала в XX столітті на території Якшур-Бодьїнського району Удмуртії, Росія.
Згідно з даними Міністерства лісової промисловості СРСР, перша ділянка залізниці була відкрита в 1939 році. Тоді вона з'єднувалась з Увинсько-Узгинською вузькоколійною залізницею і мала ширину 1000 мм.
Після будівництва в 1943 році на місці Увинсько-Узгинської вузькоколійки ширококолійної траси, Углова залізниця стала примикати до нової колії. В середині XX століття значення залізниці втратилось, вона була розібрана. Остаточно ліквідована в 1970-их роках.